# Aeroportul Huacaraje
Aeroportul Huacaraje (IATA: BVK, ICAO: SLHJ) este un aeroport din Beni, Bolivia ce deservește zona Huacaraje⁠(d). A fost numit după zona deservită.
Situat la o altitudine de 153 m, aeroportul dispune de o singură pistă.